# Appias sylvia
Appias sylvia is een vlindersoort uit de familie van de Pieridae (witjes), onderfamilie Pierinae.
Appias sylvia werd in 1775 beschreven door Fabricius.